# Psyttalia perproxima
Psyttalia perproxima är en stekelart som först beskrevs av Filippo Silvestri 1913.  Psyttalia perproxima ingår i släktet Psyttalia och familjen bracksteklar. Inga underarter finns listade i Catalogue of Life.